# Key (遊戲品牌)
Key是電子遊戲出版公司VISUAL ARTS股份有限公司旗下的一個遊戲品牌，於1998年7月21日在日本大阪府北區創立，該視覺小說開發品牌主要產品集中在美少女遊戲（包含成人遊戲）部分，並在推出《Kanon》、《AIR》和《CLANNAD》等著名的泣系遊戲作品後成名。中国大陆粉丝常将Key称作“Key社”。1999年6月Key發表其第一部視覺小說作品《Kanon》後，精心設計的故事情節、符合當時喜好的動漫繪畫風格以及襯托遊戲的音樂呈現使得遊戲大受歡迎。2000年9月Key公司第二部作品《AIR》，除了繼續維持《Kanon》的水準外，還另外搭配有更為複雜的故事情節以及獨特的遊戲遊玩設計。儘管《Kanon》與《AIR》一開始都是被設計成色情遊戲發售，但是之後Key決定改變這類遊戲風格並在2004年4月時推出了適合任何年齡層遊玩的第三部作品《CLANNAD》。2021年5月時推出的第15款作品《LOOPERS》。Key除了透過出版公司Visual Art's推出個人電腦遊戲外，也積極和Interchannel與原型公司合作來將自家作品移植到其他平台上。Key更是進一步與P.A. Works共同合作推出推出電視動畫作品《Angel Beats!》、《Charlotte》及《成神之日》。於2021年開始播放的《鍵等》為擔任原作Key首部跨界作品角色集合出場的動畫作品。
Key是由五位共同創辦人成立，其中麻枝准在Key公司中扮演著極為重要的角色，並且負責絕大多數Key推出的視覺小說企劃、編劇和音樂製作人等角色。而同樣為共同創辦人的樋上至則是擔任Key所屬的藝術家，並且在一開始推出的3部作品中擔任原畫家；而同樣在Key公司擔任重要藝術創作角色的Na-Ga在初期主要負責遊戲背景的繪製工作，但是到了Key準備開發《Little Busters!》時則改與樋上至共同負責人物設計等創作工作。另外一名共同創辦人折戶伸治則擔任了Key公司的作曲家，並且為Key創作許多音樂作品而成功打響知名度。而另一名同樣受到關注的劇本作家都乃河勇人則是在《Little Busters!》製作時真正參與了劇本創作，並且在麻枝准轉從事音樂家工作後負責《Rewrite》等遊戲的劇本開發部分。此外Key也有許多工作人員負責系統平台的設定以及電腦繪圖等工作，其中絕大部分都是外包員工。
部分遊戲作品也被改編成電視動畫並且於電視台上播出，進而獲得日本國內乃至於其他國家觀眾的好評。同時Key自從1999年12月首次參與Comiket 57並且發售《Kanon》相關商品後，便積極透過Comic Market來宣傳自身的新作品以及相關產品，而最近的一次便是參與了在2012年12月舉辦的Comiket 83。其他相關的工作包括有Visual Art's在2001年協助創辦的唱片公司Key Sounds Label，以及2007年12月和2010年8月之間播放的Key網路電台；其中前者主要被視為以Key的視覺小說為基礎發行其音樂專輯和單曲作品的銷售品牌，後者則是以自家遊戲作品為主要討論內容而開辦的網路電台節目。

## 歷史與作品

### 遊戲推出
| 1999 | Kanon                               |
| 2000 | AIR                                 |
| 2001 |                                     |
| 2002 |                                     |
| 2003 |                                     |
| 2004 | CLANNAD                             |
| 2004 | 星之夢                              |
| 2005 | 智代After ～It's a Wonderful Life～ |
| 2006 |                                     |
| 2007 | Little Busters!                     |
| 2008 | Little Busters! Ecstacy             |
| 2009 |                                     |
| 2010 | Kud Wafter                          |
| 2011 | Rewrite                             |
| 2012 | Rewrite Harvest festa!              |
| 2013 |                                     |
| 2014 |                                     |
| 2015 | Angel Beats! 1st Beat               |
| 2016 | Harmonia                            |
| 2017 |                                     |
| 2018 | Summer Pockets                      |
| 2019 |                                     |
| 2020 | Summer Pockets REFLECTION BLUE      |
| 2021 | LOOPERS                             |
| 2021 | 星之梦 ～雪圏球～                   |
| 2021 | LUNARiA -Virtualized Moonchild-     |
| 2022 | 星之终途                            |
| 2023 | 天籟人偶 冬空花火／雪華文样         |
| 2024 | 天籟人偶 無名典礼                   |
| 2025 | 虹彩都市                            |
| 2026 | anemoi                              |

Key公司在正式創立前，主要的創辦者都於NEXTON旗下的視覺小說製作公司Tactics任職。其中Tactics第一款遊戲《同棲》
推出時，便分別是由樋上至擔任原畫家、折戶伸治擔任音樂作曲家、Miracle☆Mikipon（みらくる☆みきぽん）與Shinorii負責電腦繪圖，這四人後來成為Key的創始人。《同棲》正式發售不久後，久彌直樹、麻枝准和OdiakeS等Key創始人也陸續加入Tactics工作室，並在1997年11月21日和1998年5月26日各發表《MOON.》與《ONE ～光辉的季节～》。但由於之後Nexton的負責人員與Tactics的主要遊戲製作人員在人選意見上嚴重分歧，這使得絕大部分Tactics的員工決定離開Nexton轉往其他能夠更為自由製作遊戲的出版公司。
這時曾經於Visual Art's工作過的樋上至則向Visual Art's的社長馬場隆博引介了Key最初的團隊成員，在經過洽談後馬場隆博承諾將會給予新遊戲製作公司所需要的自由，之後在1998年7月21日時原本於Tactics任職的製作團隊正式移籍到Visual Art's底下。不過當Key開始計畫製作其第一款遊戲作品《Kanon》時開發團隊仍然沒有想到品牌名稱，這使得工作室只能夠先以「蓝铜矿」（羅馬化：Azuraito）當作臨時的遊戲品牌，對此麻枝准感到不甚滿意並且認為品牌名稱應該要與其形象有所結合才行。後來麻枝准在他平常上班途中看見一家樂器行招牌後突然想到「Key」這個名稱，並且一瞬間就覺得這個名字極為適合，最後在經過多數投票表決後正式將工作室的名稱命名為「Key」。但由於之前的作品《ONE ～光輝的季節～》已經吸引了許多愛好者關注並且反而成為《Kanon》銷售時的阻礙，這使得Key製作會議上決定嘗試在戀愛遊戲中加入「哭泣」與「感動」的元素，同時決議之後將這類型遊戲稱作「泣系遊戲」。
1999年6月4日時Key正式發售《Kanon》，儘管該遊戲與一般的日本成人遊戲有著類似的設置，但是在所收錄的色情場景部分則盡可能降至最少，這使得玩家能夠將更多焦點投注在人物故事、視覺效果和音樂呈現上。這樣的安排一方面讓《Kanon》在故事呈現上可以佔更大比重，另一方面也成功在當時視覺小說市場上獲得關注，甚至使得才剛推出第一部作品的Key便能夠與當時被列為戀愛遊戲的重要開發公司、隸屬於AQUAPLUS的Leaf齊名。一年後的2000年9月8日，Key發表了第二款成人遊戲作品《AIR》並且和《Kanon》一樣獲得廣泛地迴響。也由於同樣屬於泣系遊戲的《AIR》在還沒銷售前便廣泛受到愛好者的關注，因此Key一開始便大規模地製作了10萬張初回限定版本提供給消費者。另外這時Key也開始與Interchannel以及原型公司展開合作，陸續針對Dreamcast、PlayStation 2和PlayStation Portable平台推出適合所有年齡遊玩的遊戲版本。
Key在開發第三款遊戲《CLANNAD》時決定捨棄性愛場景，使《CLANNAD》成為全年齡對象的遊戲作品，然而要於2002年時推出時因為一些緣故而遲遲等到2004年4月28日才正式發售。《CLANNAD》一方面以「絆」作為主題的龐大故事給人帶來深刻印象，同時遊戲中複雜的故事選項也使得作品富含娛樂性質，這也讓《CLANNAD》成為Key第三部達成銷售10萬部的遊戲作品。另一方面也由於《CLANNAD》的故事內容圍繞在「家庭」與「絆」的兩個主題上，使得該遊戲成為少數吸引大量女性消費者購買的美少女遊戲。之後在《CLANNAD》開始販售後7個月，Key在2004年11月29日發表了其製作遊戲時間最短、適合任何年齡遊玩的《星之夢》。其中《星之夢》與過去Key的其他作品相比新穎地採用了單一故事走向的模式，也意味著玩家在遊戲過程中並不需要進行選擇、而是如同觀看動畫作品般了解整個故事架構。
Key公司第五款遊戲為在2005年11月25日推出的《CLANNAD》衍生作品《智代After ～It's a Wonderful Life～》，其中除了改定位為成人遊戲以滿足一些覺得《CLANNAD》應該要有色情內容的消費族群外，同時Key還以先前《CLANNAD》女主角坂上智代為主要角色加入更多相關的故事場景。2007年7月27日時Key發表了不含成人場景的第六部作品《Little Busters!》，同時在遊戲圖像繪製品質上也有顯著的提高。不過之後在2008年7月25日時，則另外發表了增添新的成人內容、擴展故事和視覺效果的《Little Busters!》新版本《Little Busters! Ecstacy》，而其內容在推出時，是Key的所有視覺小說中製作規模最大的一個。在《Little Busters!》中，Key將感動的要素改放置在過去較少描寫的「友情」上，同時在藉由增添小遊戲的方式使得《Little Busters!》在娛樂性部分能夠和之前的《CLANNAD》相比，這也讓《Little Busters!》成為Key第四部成功銷售10萬份的遊戲作品。
2009年2月28日和3月1日兩天，Key和Visual Art's為了紀念Key公司成立第十年而舉辦了活動；同時Key還趁勢推出了「KEY 10th MEMORIAL BOX」販售企劃，其中一次收錄了《Kanon》、《AIR》、《CLANNAD》、《星之夢》、《智代After ～It's a Wonderful Life～》以及《Little Busters! Ecstacy》的全年齡向版本遊戲進行販售。Key第八部作品《Kud Wafter》於2010年6月25日作為成人遊戲正式推出，內容則是以《Little Busters! Ecstacy》的故事作為背景、由能美·庫特莉亞芙卡擔任主要角色加以擴展而成。而在2008年4月1日時Key宣布其新一部遊戲《Rewrite》開始製作，但一直到2011年6月24日時Key才正式推出了適合所有年齡遊玩的《Rewrite》。2012年7月27日時，Key則更進一步推出了《Rewrite》Fan disc版本《Rewrite Harvest festa!》。Key於2015年6月26日推出視覺小說作品《Angel Beats! 1st Beat》。Key於2016年9月23日推出15周年紀念作品《Harmonia》英文版。2018年6月29日推出游戏《Summer Pockets》。2020年推出扩充版《Summer Pockets Reflection Blue》。2021年5月8日推出《LOOPERS》。2021年9月3日推出《星之梦》的外傳《星之梦 〜雪景球〜》。2021年12月24日推出《LUNARiA -Virtualized Moonchild-》。2022年2月10日推出与WFS共同制作的手机游戏《緋染天空 Heaven Burns Red》。2022年9月30日推出游戏《星之终途》。跨媒體企劃《天籟人偶》推出四部視覺小說，第一部《天籟人偶 冬空花火/雪華文樣》已於2023年4月28日推出，第二部《天籟人偶 無名典禮》已於2024年5月31日推出，第三部《天籟人偶 皇都偵探》和第四部《，「天籟人偶 安可」》推出日期未定。2023年12月15日宣佈新作《虹彩都市》，預定2024年發售。2023年11月15日宣佈新作《anemoi》，預定2025年發售。

### 跨媒體作品

Key與ASCII Media Works共同推出的《Angel Beats!》其動畫標誌。

除了遊戲製作外，Key也曾經多次將自己的作品授權給動畫公司製作電視系列動畫或者是電影作品。其中分別在自家公司監督動畫劇本以及角色設定的情況下，分別由東映動畫製作《Kanon》動畫版本（全部13話）、《AIR》電影版本以及《CLANNAD》電影版本，而京都動畫也製作過《Kanon》動畫版本（全部24話版本）、《AIR》動畫版本以及《CLANNAD》兩季動畫版本，《Little Busters!》的動畫版本以及《Kud Wafter》的劇場動畫則由J.C.STAFF負責製作，《星之夢》的網絡動畫和動畫電影《planetarian～星之人～》由David Production製作，外傳游戲《planetarian 〜雪景球〜》的OVA則由Okuruto Noboru負責，《Rewrite》的兩季動畫由8bit製作。2021年的愚人節，Key宣布了一項新企劃，同年4月18日，Key在線上活動正式公布迷你角色動畫《鍵等》的製作計劃，第1季於同年10月播出，第2季於2022年4月播出。2022年宣佈《Summer Pockets》推出改編動畫，2024年6月29日宣佈由feel.製作，於2025年4月播出。將原本游戲作品改以電視動畫重新詮釋並且於富士電視台或者是TBS電視台廣泛播出的結果，使得Key無論是在知名度還是影響力上都提升了許多。
在2010年時，Key與ASCII Media Works發行的動漫雜誌《電擊G's magazine》合作展開跨媒體製作企劃《Angel Beats!》，除了於雜誌上開始連載原創的系列漫畫作品外，並且在同年4月到6月期間播放由動畫公司P.A. Works製作的同名動畫。其中《Angel Beats!》的故事劇情由已經表示不會再為Key之後推出的遊戲撰寫劇本的編劇作家麻枝准負責外，人物設計部分則是由曾經協助《Little Busters!》角色創作的原畫家Na-Ga負責。後來P.A. Works與Key多次合作推出原創動畫《Charlotte》和《成神之日》，均由麻枝准和Na-Ga分別負責腳本及角色原案。Key亦在2020年宣佈與Bibury Animation Studios合作推出原創跨媒體企劃《天籟人偶》，該作電視動畫於2022年播出。
此外在Visual Art's與Broccoli共同合作推出交換卡片遊戲Lycee時，Key也成為了17家參與的視覺小說品牌之一，而其他參與這次卡片遊戲企劃的著名美少女遊戲製作公司還包括有AliceSoft、August、Leaf、Navel和TYPE-MOON等。其中在Visual Art's推出的4個卡片組合中的前三個即是以Key遊戲的角色為主，而收錄的遊戲角色為《智代After ～It's a Wonderful Life～》以前所推出的5款視覺小說之人物，其中《Kanon》、《AIR》以及《CLANNAD》更是極為罕見地由自身角色卡片組成同一套卡片組合。而在之後Visual Art's推出的第五套至第七套卡片組合中另外加入了《Little Busters!》與《Rewrite》的人物，另外也推出了728張以主要角色為主題的限量宣傳卡片。

## 活動

### 唱片公司
2001時Visual Art's創辦Key Sounds Label唱片公司，目的是為了讓之後Key推出的原聲音樂專輯和遊戲單曲作品（並不包括Key更早之前曾經發售的2部專輯與1部單曲專輯）能夠由該公司發表。Key Sounds Label第一張發售的音樂專輯為《Humanity...》，不過在這專輯收錄的音樂僅有《AIR》動畫片頭的主題曲《鳥之詩》與Key的遊戲作品有所關聯。之後專輯的作曲家主要包括麻枝准、折戶伸治與戶越馬込，而主要邀請製作的歌手與樂團則有Lia、eufonius以及Riya等。而為了慶祝Key創辦十周年，Key Sounds Label則舉辦了2個半小時的音樂會「KSL Live World 2008 ～Way to the Little Busters! EX」，分別在2008年5月10日於日本東京以及5月17日於大阪舉辦，演唱內容則是由Lia、理多、茶太與民安友繪演唱過去Key Sounds Label推出的單曲專輯和音樂專輯所收錄的歌曲。之後Key Sounds Label則於2010年5月21日至5月22日時在日本東京另外舉辦了「Live World 2010: Way to the Kud-Wafter」的活動，而這次則一并邀請了Lia、eufonius、Riya、理多、茶太、民安友繪、多田葵、鈴田美夜子、鈴木惠子與LiSA等人參與。

### 網路電台
Key在2007年12月13日到2010年8月30日間共製作共30回的Key網路電台廣播節目，由折戶伸治、樋上至和隸屬於Visual Art's轄下視覺遊戲製作公司pekoe的擔任主持人，而聽眾可以透過網路電台的形式把對於節目表演的想法或者相關的問題提供給3名主持人參考。一開始製作前面9回的廣播內容時，Key網路電台提供聽眾可以在專屬的Key網路電台官方部落格中下載的服務，不過之後則直接統整在Key的官方網站上提供下載。另外在Visual Art's於YouTube上創辦官方頻道「Visual Channel」後，也可以在頻道上直接收聽Key網路電台的節目內容。而廣播中所使用的音樂與配樂，則是由Key Sounds Label所提供。
在前面6回的廣播內容中大致可以分成5個段落，首先電台的主持人會相互問候最近的情況並且提出聽眾對於節目有想法和印象，接著主持人之間進行非正式的談話交流且會提到關於一些熱心聽眾寫給Key的意見，之後主持人們會回答一些聽眾的疑問。最後則是由聽眾點選想要的音樂並且由折戶伸治吹奏笛子作為結束，而聽眾也可以把對於音樂的意見遞送給電台主持人。到了第7回時則多增加了兩個段落，其中一個段落是由主持人自己講述親身體驗或者聽眾所提供的恐怖故事，而之所以有這段落是因為樋上至本身喜歡這樣的故事內容；另外一個段落則是由聽眾提供心目中的虛構人物設定給廣播節目，之後樋上至會將數個提交的企劃案結合起來創造新的虛構角色。另外在某些時候，Key網路電台還會邀請Na-Ga、Lia等人接受訪問。

### 同人活動
Key于1999年12月參加了Comiket 57並且販售當時唯一推出的遊戲《Kanon》相關商品後，便一直積極參與每年8月和12月在東京舉辦的大型漫畫活動Comic Market以及其他相關展覽。其中在2000年12月時，Key便在Comiket 59上首次販售第一批與《AIR》有關的系列商品。Key公司常見的產品包括有明信片、電話卡、日曆、海報、畫冊和音樂專輯等，而這些往往會與自家推出的遊戲加以結合販售。通常Key主要是在以Visual Art's為名義申請的攤販上和其他Visual Art's轄下的工作室共同參加冬季Comiket的活動，不過也有數次特意在夏季Comiket上擺設攤位並且成功吸引人氣；例如在2007年8月時Key參加Comiket 70，並且主要販售《星之夢》的相關產品。
另外Key附屬的唱片公司Key Sounds Label也曾在2001年8月時參與Comiket 60並且發表了《Humanity...》與《KEY+LIA Natukage/nostalgia》兩張專輯，之後則由Key公司作為代表來販售其推出的音樂作品。基本上Key公司在Comic Market販售的相關商品與音樂，其價位標準大致設定在3,000日圓到5,000日圓左右。而如果與其他公司的相關產品在Comic Market結束後仍未販售完的話，Visual Art's則會建立一個線上郵購的網站以出售剩餘的相關產品。不過在2008年3月4日時，Visual Art's將Key公司於2007年12月參加Comiket 73而尚未銷售的產品放置郵購網站供人挑選後，隨即在六天內所有Comiket 73的產品便全部販售一空，而Key參加2008年12月舉辦的Comiket 75的賣剩產品更是在進行郵購後的兩天內全部販售完畢。

## 員工

### 正式職員
由於Key本身是附屬於Visual Art's底下的視覺遊戲工作室，因此Key的正式員工在廣義上來講亦為Visual Art's的工作人員，其中絕大部分核心成員在一開始便為Key公司的創始成員。由於當時員工人數不足而使得許多人必須同時專精於許多領域，其中Key主要的員工包括創始成員麻枝准，過去主要擔任個別遊戲的企劃以及主要的編劇作家，同時也為除了《星之夢》以外的遊戲創作了不少音樂作品。儘管在接受《Comptiq》2007年2月號採訪時提到在《Little Busters! Ecstacy》擔任主要劇本作家的工作結束後將不會繼續在Key任職，不過在接受《電擊G's magazine》2007年12月採訪時則表示將把工作重心轉投入在Key之後推出的遊戲音樂製作部分。另外一名創辦人折戶伸治則是負責Key的音樂作曲部分，並且自《Kanon》開始絕大部分Key遊戲的音樂皆為其所創作。
其他Key主要且較為著名的員工如同樣負責遊戲藝術創作的Na-Ga，儘管她在早期製作《AIR》等遊戲時主要負責背景的電腦繪製部分，但在《Little Busters!》製作時則首次與樋上至一同擔任遊戲的原畫師，並且於《Little Busters! Ecstacy》和《Kud Wafter》製作時則獨自擔任原畫師的角色。其他主要負責遊戲的電腦圖形製作的電腦繪圖人員，還包括、餅介與Shinorii等人。另外直到製作《Little Busters!》時才正式參與製作主要劇本的都乃河勇人，在麻枝准宣布不再參與Key推出之遊戲的編劇工作後轉而擔任了主要劇本家的角色，之後《Rewrite》的劇本便主要是由其所創作，另外他也負責Key遊戲歌曲的歌詞撰寫部分。

### 外包員工
Key也曾與許多來自其他地方的職業人士進行合作，例如隸屬於RAM的便曾多次以外包藝術家的身分協助Key製作遊戲，而插畫家駒都英二也曾經擔任過《星之夢》的原畫與機械設定部分，另一位插畫家Fumio則是曾經擔任過《智代After ～It's a Wonderful Life～》的原畫家。樫田Reo曾擔任過Key的輔助劇本作家並共同編寫《智代After ～It's a Wonderful Life～》與《Little Busters!》的故事內容，而另一名自由遊戲劇本作家城桐央則參與過《Little Busters!》與《Kud Wafter》的遊戲劇本製作；另外創作《暮蟬悲鳴時》、隸屬07th Expansion的龍騎士07以及製作過《CROSS†CHANNEL》的自由劇本作家田中羅密歐，則曾經與Key共同編寫《Rewrite》與《Rewrite Harvest festa!》的劇本。而三輪學與同人社團POSTMÄRCHEN則曾經擔任了《Little Busters!》的音樂製作，並且於之後由MintJam負責樂曲的編曲與改編工作。另外《Rewrite》製作時的作曲部分則由3組外包人員負責，包括有隸屬於I've的井內舞子、水月陵與細井總司負責。

### 其他成員
許多Key成員隨著時間過去而離開公司，例如曾於《Kanon》負責主要故事劇情的作家暨Key創社成員之一的久彌直樹在《Kanon》製作完成後即離開Key公司，之後他則成為《sola》的原型企劃提供者並且成立個人同人團體「Cork Board」（コルクボード）。曾經負責《AIR》與《CLANNAD》路線設計的劇本作家魁在《CLANNAD》遊戲製作完成後一度暫停與Key的合作，一直到《Kud Wafter》製作時才重新擔任遊戲的企畫與設計人員的角色，不過在這期間他曾在Bonbee!、RAM與mana等工作室待過。而曾經參與《AIR》和《CLANNAD》劇本創作的涼元悠一則是在《星之夢》擔任企劃後於2005年時決定退出Key公司，爾後先是加入Visual Art's其他子公司，之後於2006年時正式加入遊戲公司AQUAPLUS底下的Leaf工作室。另外有兩名工作人員則是在負責《AIR》製作後便離開Key公司，其中擔任劇本作家之一的石川孝（イシカワタカシ）在之後轉到其他Visual Art's轄下工作室，而擔任故事腳本助理與制作進行監督的藤井知貴也在之後轉往Visual Art's擔任工作人員。而曾擔任《AIR》與《CLANNAD》劇本作家的丘野塔也，則在2004年時在Visual Art's底下另外成立大熊貓工作室。
在《Kanon》與《AIR》製作時擔任遊戲背景繪製人員的Dinn，則在《AIR》製作完成後辭職並且轉往Visual Art's底下的公司Words。原來於Key擔任電腦繪圖師的Miracle☆Mikipon（みらくる☆みきぽん）則在《CLANNAD》製作中途選擇離開，之後於Nexton旗下的PSYCHO工作一陣子後改到Visual Art's底下的Hamham軟體任職。而在《Kanon》推出時便加入Key公司、並且因為製作《AIR》而成名的作曲家戶越馬込，在2006年10月《Little Busters!》的音樂製作完成後也選擇離開。曾參與《Kanon》製作的工作人員OdiakeS在協助推出《AIR》與《CLANNAD》的兩張音樂專輯後，自2004年開始逐漸結束與Key的合作。另外在在2009年時加入Key、負責《Kud Wafter》所有音樂創作的清水準一，同樣也在2010年推出《Albina -Assorted Kudwaf Songs-》後宣布退社。Key創立成員暨曾為Key推出的4款遊戲中擔任唯一的原畫家以及人物設計師樋上至於《Harmonia》完成後，於2016年9月辭職而獨立。

## 影響

### 遊戲特色
網站「野良犬之塒」（野良犬の塒）在文章《給初學者的美少女遊戲·成人遊戲講座》（初心者のための現代ギャルゲー・エロゲー講座）中提到，Key對於視覺小說遊戲市場帶來了龐大影響，特別是對於重視故事的日本成人遊戲這一部分。其中「野良犬之塒」認為這與創始成員仍隸屬於Nexton旗下Tactics時的時空背景有關，當時許多Tactics的製作團隊受到Leaf在1997年發表的《To Heart》影響，使得作品中陸續出現先是在溫馨喜劇的故事場景中兩人愛情逐漸升溫、中途遭遇悲劇性的痛苦分離而在最後得以感人重逢的既定公式。這類型的美少女遊戲作品又被稱作「泣系遊戲」，並且隨即在當時視為視覺小說遊戲的發展新方向。這樣的安排目的主要是一方面讓玩家對於角色有更深的感觸，另一方面藉由極具情緒張力的故事內容來讓玩家感動，並且在遊戲結束時給予玩家更大的衝擊。其中由Key創始成員在Tactics推出的第二款遊戲《ONE ～光輝的季節～》，便大致上是以這樣的模式來安排劇情。
在《ONE ～光輝的季節～》發售後由於主要製作成員對於公司政策的不滿而另外創辦了Key，而其第一個製作的遊戲作品《Kanon》也是依照這一公式製作。不過在開發過程中Key極力地為遊戲進行宣傳，這使得許多玩家在遊戲尚未正式發售前便對其有很高的期待感；隨後在遊戲正式推出後不久隨即在日本個人電腦以及其他平台市場上成為最為暢銷的遊戲作品，同時才製作第一款遊戲的Key也很快在產業界引起廣泛地衝擊。兩年之後Key新推出的遊戲《AIR》同樣再度對產業界帶來衝擊，並且使得該遊戲成為當年度日本最為成功的電腦遊戲作品；其中Key同樣在《AIR》推出時藉由宣傳的手法成功吸引大量消費者購買，之後透過感人的故事內容使得玩家給予遊戲許多正面評價。Key推出的《Kanon》成功在戀愛遊戲中融合「哭泣」、「感動」與「歡笑」的模式而成為往後美少女遊戲發展上的轉捩點，相對於過去許多視覺小說製作公司所推出的遊戲始終較為關注性愛場景部分，《Kanon》則證明泣系遊戲透過精采的故事情節除了更能吸引消費者購買外，同時也使得玩家更能專注享受音樂與故事並且產生「純粹的嶄新體驗以及令人窒息的痛苦情感」。也因此許多遊戲公司也陸陸續續跟進開發同類型的遊戲作品，這包括有D.O.的《加奈妹妹》、KID的《秋之回憶系列》、CIRCUS的《初音島》、minori的《Wind: A Breath of Heart》和Studio Mebius的《SNOW》等。而在Key推出同樣被列為泣系遊戲的《CLANNAD》後，一些愛好者便基於性質上的相似性而將這3部作品命名為「Key三部作」。藉由類似模式使得Key所推出的《Kanon》、《AIR》、《CLANNAD》、《Little Busters!》與《Little Busters! Ecstacy》等作品皆創下初版時便準備10萬張遊戲的銷售紀錄，並且在Key創立10年間成功打下品牌知名度同時也能夠繼續維持之。另外Key也為了能夠增強泣系遊戲的娛樂性質，在後來的作品之中便多次嘗試添加如簡單的角色扮演遊戲或者是棒球小遊戲等。
而Key所推出的視覺遊戲其獨特的故事手法在之後也大大影響許多相關工作者，包括奈須蘑菇、龍騎士07等編劇作家便深深受到Key的影響。其中隸屬同人遊戲團體07th Expansion的龍騎士07在2004年時便提到計畫展開《暮蟬悲鳴時》時便受到Key的作品影響，龍騎士07表示當時拿了Key的遊戲與其他視覺小說作參考，並且試圖分析為什麼這些遊戲如此受到眾人歡迎。後來他認為主要的關鍵因素在於故事前頭是以極為普通且愉快的生活作為開端，但隨後會發生突然發生極具衝突性的內容使得玩家深受影響。對此龍騎士07坦承他所製作的《暮蟬悲鳴時》也是採取同樣類似的架構，但是不同之處在於以恐怖元素取代原本的感傷要素來讓玩家受到驚嚇。也因為如此龍騎士07表示其作品在這點部分與Key的遊戲十分相似，並且誇獎後者為「傑出的製作者」。

### 電子佈告欄
2000年1月26日時，在日本最大的BBS網路論壇2ch上Leaf,keyBBS作為外部關聯網站正式成立，而由於Key公司又常被愛好者們通稱為「鍵」，因此該討論區又常被稱作「葉鍵板」（葉鍵板）。而該網路論壇創辦的原因起於1999年12月時在2ch電子遊戲討論區上，由於AQUAPLUS旗下的Leaf早期視覺小說作品《痕》因為涉嫌侵權而引起極大爭議。當時遊戲愛好者將相關的內容轉移到2ch的外部關聯網站成人遊戲BBS上進行討論，不過此時在成人遊戲BBS討論區的主要瀏覽者除了開始對於《Kanon》有熱烈討論外，同時Key即將推出的新作品《AIR》也引起這些愛好者們的關注。其中Key與Leaf兩家著名公司之所以經常被拿來相比，除了因為Key的作曲家折戶伸治在1996年以前便曾經在Leaf製作團隊創作音樂外，同時兩家公司所針對的消費族群也有一定的重疊度。最後Key和Leaf兩家公司的遊戲愛好者決定將另外在PINK頻道上創辦獨立的網路論壇，同時新討論區的重點僅限定在關於Leaf與Key相關的任何話題，這包括有兩家公司所推出的遊戲、公司本身或者成員的資訊等等。根據2010年3月的統計Leaf,keyBBS每天可以吸引愛好者約900篇留言，不過在2007年11月時整個論壇平均每天有多達1,500篇留言。與2ch相同的是Leaf,keyBBS也是默認使用匿名設置，其預設名稱則為「無名的喲哦」（名無しさんだよもん），取自於《ONE ～光輝的季節～》中女主角長森瑞佳經常於字尾處發出的「喲」（だよ）與「哦」（もん）。

## 外部連結
- 官方网站  （日語）
- Key的X（前Twitter）（日語）
- 《Key》在視覺小說數據庫的頁面 （英文）
- Key (遊戲品牌)在動畫新聞網百科全書中的資料（英文）
- Key公式的哔哩哔哩个人空间